# 亦纳勒赤
亦纳勒赤（12世纪？—1251年），又作合歹、合答、哈答、哈合歹，蒙古帝国勋戚，忽都合别乞的儿子，脱劣勒赤、贵由海迷失后的兄长。
因为忽都合别乞帮助蒙古征服林中百姓之功，亦纳勒赤娶成吉思汗长子术赤之女火鲁为妻，故称之为古列坚。1206年，成吉思汗建国，封他为千户（蒙古第84位开国功臣）。1213年，南征金朝，围攻中都，扼守要道，断绝金朝地方援军。他在其父身后继承统领斡亦剌部。窝阔台即位後，奉命领宿卫军千人。1236年，获得延安府9796户五户丝的岁赐，贵由汗去世后，其妹海迷失摄政，他力主拥立窝阔台的孙子失烈门作为新任大汗。1251年，蒙哥即位后，将他杀害。他的孙子尼古台和阿忽帖木儿在察合台玄孙宽彻手下任职，统率四千札剌儿的军队。他的后裔也不干尚公主，封延安王。 